# Világkormány
A világkormány egy olyan politikai testületre vonatkozó elképzelés, ami meghozná, értelmezné és betartatná a nemzetközi jogot. Az elképzelés elkerülhetetlen velejárója, hogy a nemzetek kénytelenek lennének megosztani vagy (nézőponttól függően) fel is adni a szuverenitásuk egy részét. Gyakorlatban a világkormány egy új adminisztrációs szint lenne a jelenleg létező nemzeti kormányzatok fölött és koordinációra lenne képes olyan területeken is, ahol a nemzeti kormányzatok egymástól függetlenül erre hatékonyan nem képesek. Egyesek a mai nemzetközi szervezetekben (Nemzetközi Büntetőbíróság, Egyesült Nemzetek Szervezete és a Világbank) illetve különböző nemzetek feletti és kontinentális uniókban (Európai Unió, Mediterrán Unió, Dél-Afrikai Unió és Ázsiai Unió) egy új világkormányzati rendszer kezdeti lépéseit látják.
A világkormány eszméjétől függetlenül is léteztek elképzelések, miszerint az emberiségnek azonos ideológia jegyében, egyetlen gazdasági és társadalmi rendszer mentén kell egyesülnie. A marxista–leninista és trockista tanok szerint a történelem egy világméretű kommunista társadalomhoz vezet (melyben a központi kormányzat szerepe ugyan kérdéses marad, de a nemzetállamok eltűnnek), mások ezzel szemben elkerülhetetlennek tartják a nyugati típusú demokráciák diadalát (mely ugyancsak a Föld valamifajta egységét valósítja meg).

## A világkormány koncepció története

### Korai elképzelések
Egy, a világbéke megőrzésére képes kormányzat iránti igény már a régi görög és római időkben megjelent. Publius Vergilius Maro (a principatus rendszere és Augustus személye mellett kiállva) Aeneis című eposzában a rómaiak küldetéseként jelölte meg, hogy népeken és országon átnyúlva hozzanak létre igazságos kormányzatot:
Ám a te mesterséged, római, az, hogy uralkodj,

El ne feledd - hogy békés törvényekkel igazgass,

És kíméld, aki meghódolt, de leverd, aki lázad!.
Mind a császárkori Rómában, mind az örökösének tekintett Bizánci Birodalomban elterjedt nézetnek számított, hogy az adott birodalom azonos a civilizált világgal, sőt a világmindenséggel.
Később a korai 14. században Dante Alighieri is foglalkozott a világállam gondolatával 1329-ben írott Monarchia című könyvében. Az ismert holland író és jogtudós, Hugo Grotius 1625-ben írta meg Háború és béke joga című művét, amit a modern nemzetközi jog kiindulópontjának tartanak.
Az 1648-ban több részletben megkötött vesztfáliai béke máig politikai és jogi mérföldkőnek számít, hisz ekkortájt fogalmazódott meg az európai egyensúly-politika évszázadokig érvényes elve.

### Filozófiai és irodalmi vonatkozások

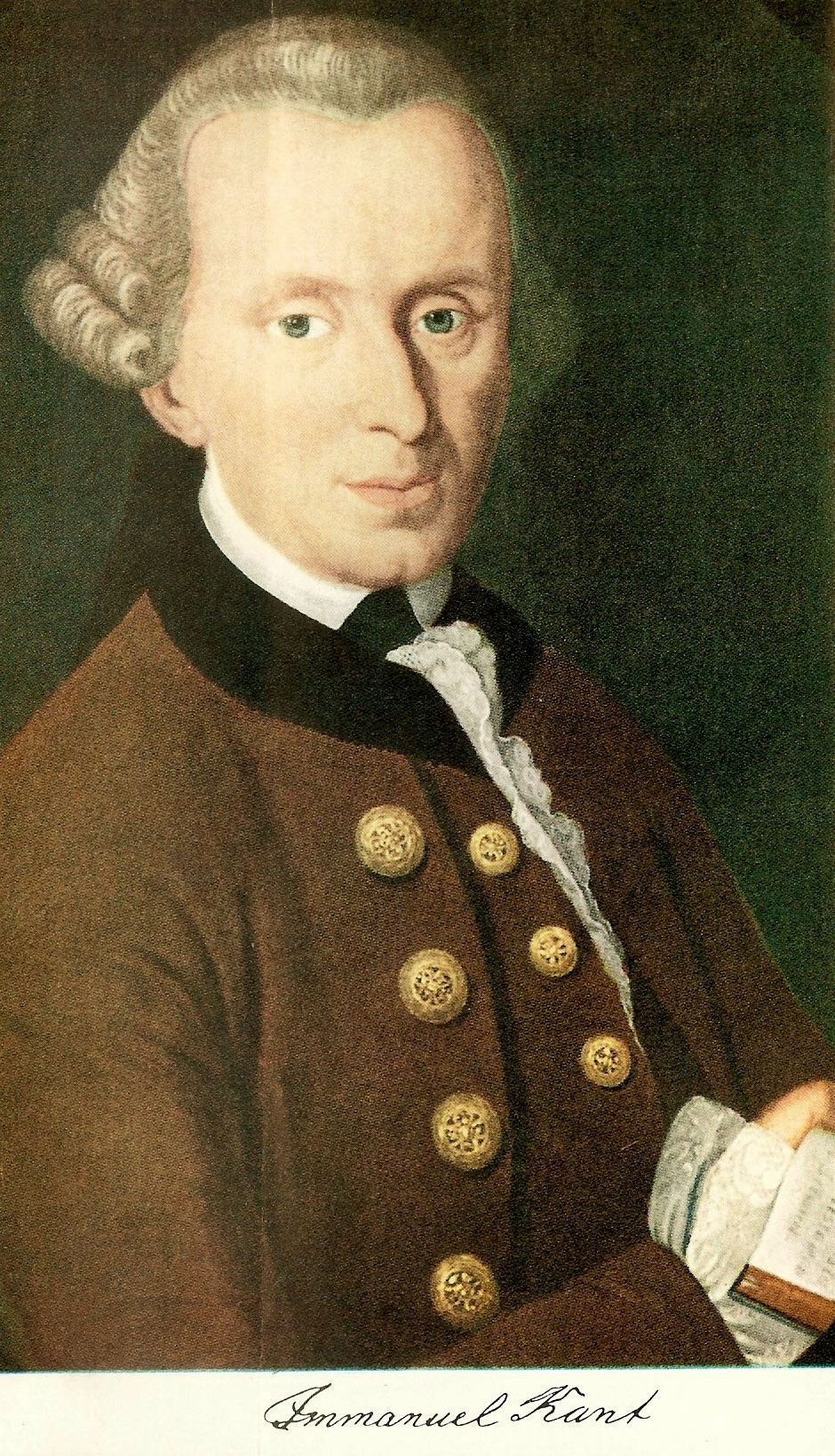
Immanuel Kant, Az örök béke írója

A világkormány első modern koncepciója – mely már nem a keresztény univerzalizmuson alapult – Immanuel Kant német filozófushoz kötődik. 1795-ben megjelent, Az örök béke címet viselő esszéjében úgy vélekedett, a hadseregek feloszlatása és a szuverén államok közös megegyezése szolgálja a tartós békét, műve továbbá felveti a világpolgári jog (ius cosmopoliticum) szerepét is.
Kant elképzeléseit Jókai Mór öntötte irodalmi formába 1872–1874 között A jövő század regénye című alkotásában:
Európa közeledett azon állapothoz, melyet „Egyetemes Állam”-nak (Universal-Staat) neveznek. Az országok közötti vitás kérdéseket egy nemzetközi békebíróság intézte el, s annak a fejedelmek éppen úgy alávetették magukat, mint más halandó ember a maga bírájának, hiszen hiányzott már kezükből az „ultima ratio regum”: az agyúkanóc! A másik hatás pedig az lett, hogy a hadi készülődés megszűntével kétmilliárdnyi évi kiadás lett kitörülve csak az európai államok büdzséjéből, amibe évenkinti fegyverkezésük került.
Jókai 1895-ben a sovinizmus és a háborús uszítás ellen mondott beszédet az Interparlamentáris Unió brüsszeli kongresszusán; érdekesség viszont, hogy regényében egy kommunistának tűnő disztópiát is felvázol. Ugyanakkor utópiájára árnyékot vet, hogy a örök békét nem az emberiség pozitív változása, hanem az Otthon nevű állam műszaki-katonai fölényének további konfliktusokat ellehetetlenítő hatása hozza el.
H. G. Wells brit író és szocialista gondolkodó első sikeres könyvében, az Anticipations (1901) c. műben már egy egységes európai államalakulat létrejöttével számolt.  1940-ben megjelentette The New World Order („Az új világrend”) című könyvét, melyben egy világkormány felállításának módjáról értekezik. Szerinte ennek kialakulása hosszabb folyamat során lehetséges. A világállama tervezésre épül, megszünteti a nacionalizmust, elősegíti a tudomány fejlődését és az egyén előremenetelét kizárólag érdemei és nem születési körülményei alapján biztosítaná. Elképzelései szerint a világállam nem a parlamentáris demokrácia elveire épül majd és az érdemi kérdésekben való döntést fenntartotta volna a megfelelő tájékozottsággal rendelkező tudósoknak, mérnököknek stb. Viszont az egyén szabadságát végig nagyon fontos értéknek tartotta.
Aldous Huxley 1932-ben megjelent, Szép új világ c. regénye egy egységesen irányított világállamban játszódik, melyet tíz világellenőr (World Controller) felügyel. Huxley utópiájában nincs háború, járvány vagy éhezés, de az embereket megfosztották szabadságjogaiktól és kultúrájuktól.

### A világforradalom koncepciója
És nemzetközivé lesz/ Holnapra a világ. ˙(Internacionálé)

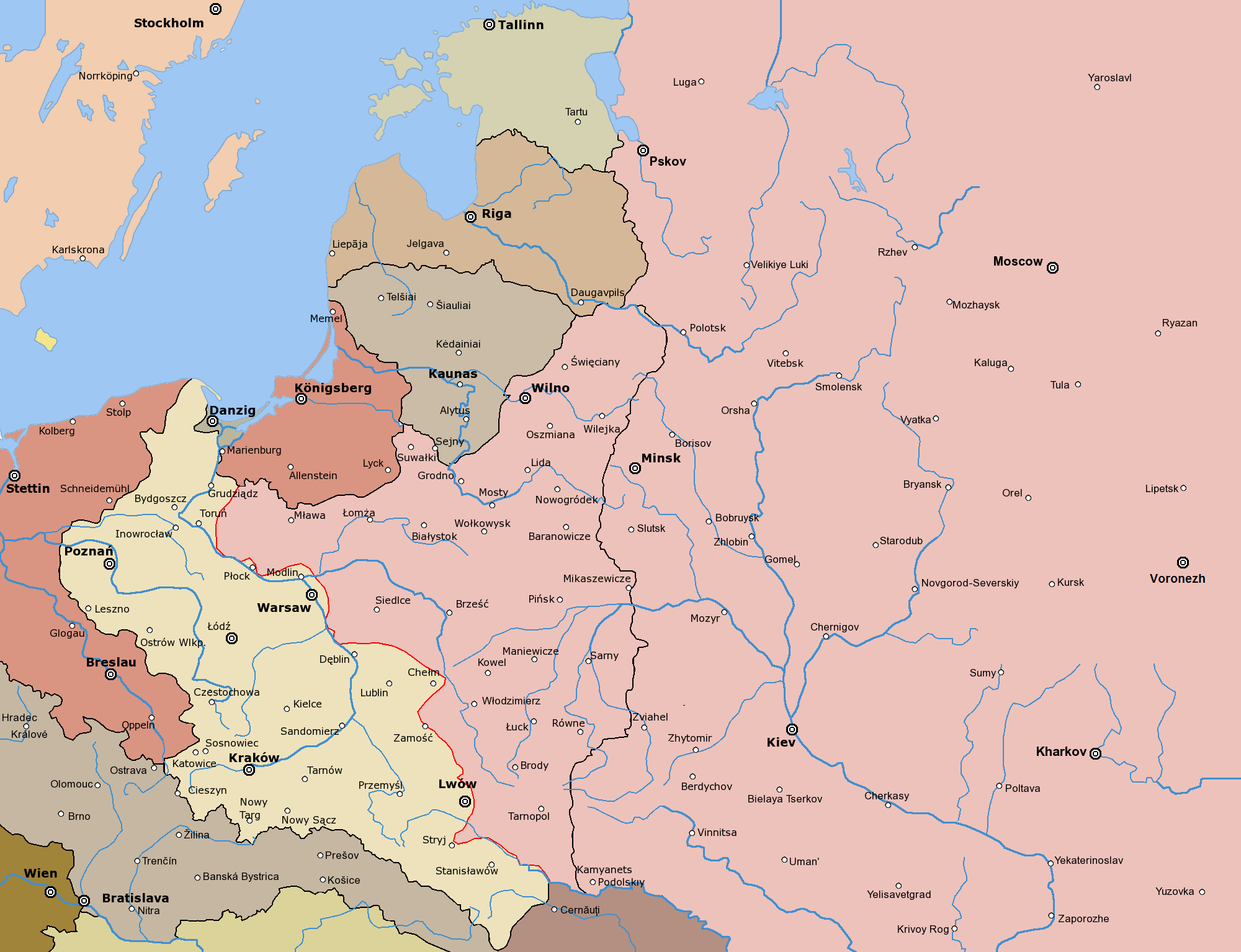
Szovjet előretörés 1920-ban

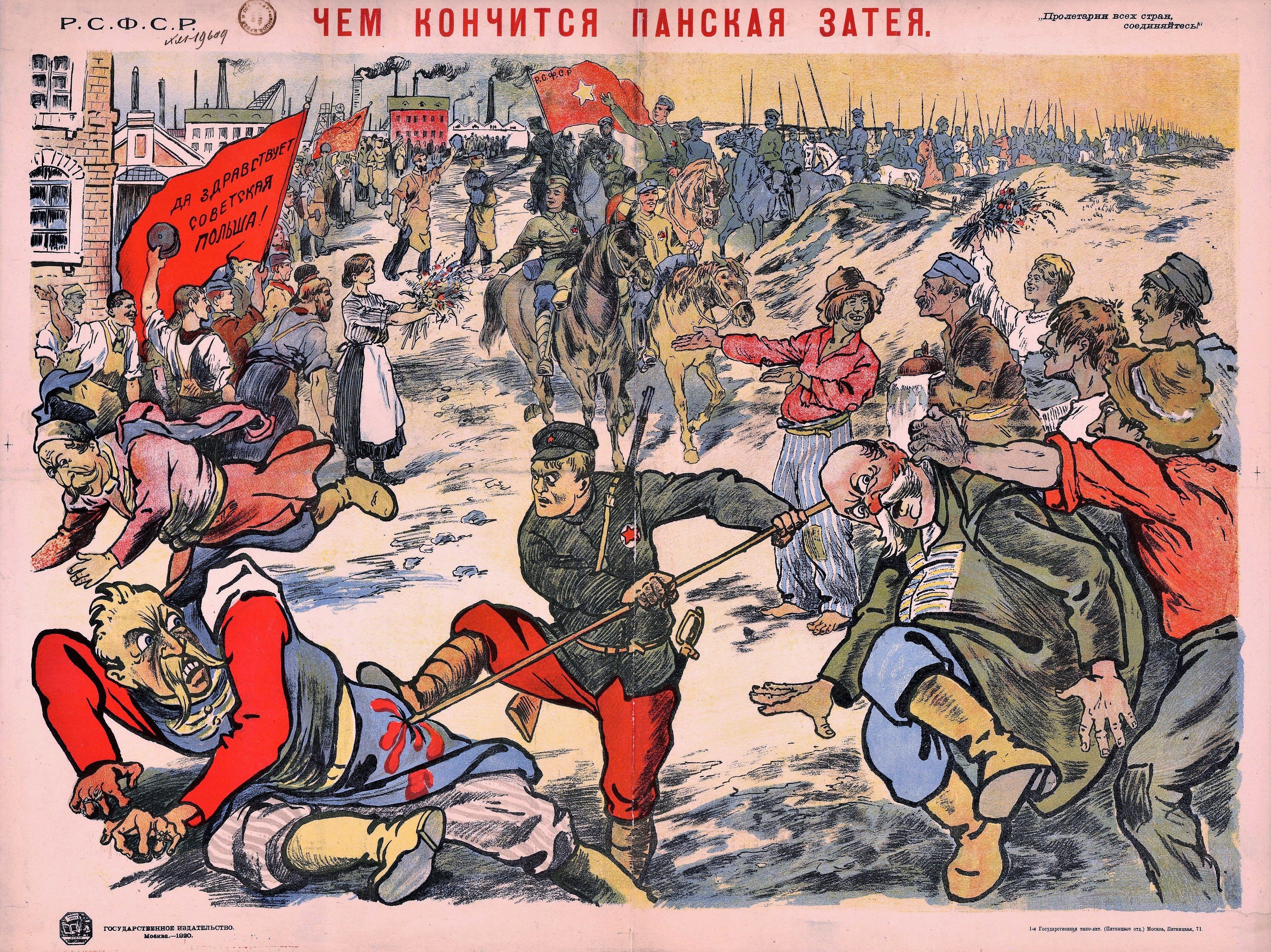
Szovjet propagandaplakát. A szöveg: „így múlik el a földbirtokos álma.”

Az államok és népek fölötti forradalom gondolata mind az 1789-es francia forradalom során, mind az 1848-as európai forradalmi hullámmal összefüggésben felvetődött. 1792-ben a Gironde a háborútól a forradalom exportját remélte.
1847 tavaszán Marx és Engels egy titkos szervezet, a Kommunisták Szövetsége tagjai lettek, ők szerkesztették 1848 februárjában a szövetség manifesztumát, ami később Kommunista kiáltvány címen futott be világkarriert. Itt fogalmazódott meg először az, hogy „minden eddigi társadalom története osztályharcok története”; hogy az osztályharc végül majd a nincstelenek osztálya, a proletariátus hatalmához, majd az osztály nélküli, hatalom nélküli társadalomhoz vezet.
Miután a Lenin vezette bolsevikok megszerezték a hatalmat Oroszországban, 1919. március 6-án létrehozták az 1916-ban feloszlatott II. Internacionálé utódjaként a III. Internacionálét, ismertebb nevén a Kommunista Internacionálét vagy Kominternt. A Komintern dokumentumaiban egyértelműen a világforradalom megvalósítását tűzte ki céljául, és ezt 1919 és 1943 között több nyelven kiadott Communist International című elméleti folyóiratában igyekezett terjeszteni. Szovjet-Oroszország a forradalom exportját összekötötte az Orosz Birodalomból kivált és német segítséggel létrehozott, ám 1918-ra magukra maradt kelet-európai helyi kormányzatok felszámolásával is. Tuhacsevszkij szerint „Az egyetemes forradalom sorsa nyugaton dől el, a fehér Lengyelország holttestén át vezet az út a világégéshez. A mi bajonettjeink hoznak majd boldogságot és békét az emberiségnek.”
Az európai forradalmi mozgalmak kudarca, a Spartacus-felkelés, a Bajor Tanácsköztársaság és a Magyarországi Tanácsköztársaság 1919-es veresége, majd a lengyel–szovjet háború végeredménye a világkommunizmus megvalósítását a Szovjetunió vezetői számára távlati céllá tette, előtérbe került a „szocializmus egy országban” ideológiája. Ugyan a második világháború szovjet területszerzései nyomán létrejött keleti blokk, illetve a harmadik világ több forrongó országában is szovjet-szimpatizáns rendszer jutott hatalomra, az 1989-et követő években a legtöbbjük szakított a szocializmussal.

### A liberális demokrácia világméretű győzelmének víziója
| Valódi demokrácia: 9,00-10,00 8,00-8,99 Hiányos demokrácia: 7,00-7,99 6,00-6,99 | Alaki demokrácia: 5,00-5,99 4,00-4,99 Önkényuralmi rendszer: 3,00-3,99 2,00-2,99 0,00-1,99 |

Economist Intelligence Unit demokrácia-index térképe 2012-ben.
Valódi demokrácia:
9,00-10,00
8,00-8,99
Hiányos demokrácia:
7,00-7,99
6,00-6,99
Alaki demokrácia:
5,00-5,99
4,00-4,99
Önkényuralmi rendszer:
3,00-3,99
2,00-2,99
0,00-1,99
Elégtelen információ, nincs értékelés:

1989-ben nagy sajtónyilvánosságot kapott Francis Fukuyama A történelem vége? című esszéje, majd könyve, amelyben a kommunista rezsimek összeomlását követően azt állította, hogy a történelmi haladás, mint ideológiák közti harc tulajdonképpen véget ért, és a hidegháború időszaka, a berlini fal lebontása után a világban a liberális demokrácia uralmának kora következik, a politika és gazdasági liberalizmus elkerülhetetlen győzelmével. Erre érkezett, mintegy válaszként Samuel P. Huntington nagy vihart kavart 1993-as cikke a Foreign Affairs c. szaklapban a civilizációk összecsapásáról, melyet később könyv formájában is megjelentetett. Huntington szerint a hidegháború végeztével az államok immár nem (politikai) ideológiák alapján fognak szemben állni egymással, hanem kulturális, civilizációs alapon, melyben a liberális demokrácia (a „nyugati civilizáció”) csak egy lesz a sok közül és nem is a legerősebb.
Fukuyama nézetrendszere a marxizmushoz, kommunizmushoz hasonlóan eszkatológikus: a történelem egyedüli végpontjaként, az emberiség elérendő céljaként határozza meg a liberális demokráciát.
Fukuyama ugyan nem érvel a „világállam” mellett, de az egypólusú világrend és az emberiség egy ideológia jegyében való egyesülése előnyeit hangsúlyozza.

### A globális szervezetek szerepe

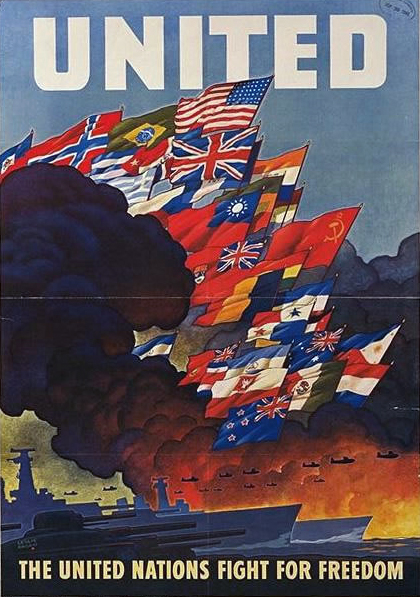
Az Egyesült Nemzetek egy hadviselési plakátja

A 20. század során számos államférfi, mint Thomas Woodrow Wilson és Winston Churchill is használták az „új világrend” kifejezést, amellyel utalni kívántak arra, hogy drámai változások fognak bekövetkezni a politikai gondolkodásban és a hatalmi egyensúlyban az első világháborút követően. Wilson egyenesen úgy fogalmazott, hogy „biztonságossá kell tenni a világot a demokrácia számára.” Úgy látták, hogy koruk lehetőséget teremt a globális kormányzás idealisztikus világának létrehozásához, új kollektív kihívások érzetének kialakításához, hogy megcélozzák a világméretű problémák megoldását, melyek mögött az önálló nemzetállamok állnak, miközben végig szem előtt tartanák a nemzetek önmeghatározáshoz való jogát. Ezen indítványok vezettek a nemzetközi intézményrendszerek felállításához, a Nemzetek Szövetsége, az ENSZ, a Bretton Woods-i rendszer és a GATT, azaz az Általános Vám- és Kereskedelmi Egyezmény létrejöttéhez. Ezen szervezetek liberálisan internacionalisták voltak, ennek ellenére már az 1930-as évektől kivívták az amerikai ultrakonzervatív üzleti nacionalisták ellenkezését.
A haladó szellemiségűek üdvözölték a két világháború utóhatásaként létrejött intézményeket, de úgy érveltek, hogy ezek kétséges legitimációjuknál, felhatalmazásuknál fogva alkalmatlanok nem csupán arra, hogy megakadályozzanak egy újabb globális háborút, hanem maguk is globális faktorrá válnak.
Az Európai Unió intézményeivel és központosító törekvéseivel szemben is megjelentek kritikák. Az euroszkeptikusak arra figyelmeztetnek, hogy az EU döntéshozó testületeinek legitimációja alacsony, az EU nem közvetlenül választott vezetői nem viselnek felelősséget a rossz döntéseikért, továbbá a nem választott Európai Bizottság az EU döntés-előkészítő, végrehajtó, döntéshozó, ellenőrző és képviseleti szerve lehet.